# Jon Astley
Jon Astley je britský hudební producent, který také na konci osmdesátých let nahrál a vydal dvě alba. Jeho komerčně nejúspěšnější skladbou byla "Jane's Getting Serious", která se později stala populární díky televizní reklamě na kečupy Heinz, ve které hrál Matt LeBlanc.
Jako producent je nejznámější svou spoluprací s The Who (koprodukoval s Glynem Johnsem) na albu Who Are You z roku 1978.
Také produkoval alba pro Erica Claptona, Barclayho Jamese Harvesta, Coreyho Harta a Deborah Harry.

## Diskografie
- Everyone Loves the Pilot (Except the Crew) (1987)
- The Compleat Angler (1988)

### Singly
| Rok  | Název                       | Umístění v hitparádě | Umístění v hitparádě | Umístění v hitparádě | Album                                      |
| Rok  | Název                       | US Hot 100           | US Mainstream Rock   | UK                   | Album                                      |
| ---- | --------------------------- | -------------------- | -------------------- | -------------------- | ------------------------------------------ |
| 1987 | "Jane's Getting Serious"    | 77                   | 7                    | -                    | Everyone Loves The Pilot (Except The Crew) |
| 1988 | "Put This Love to the Test" | 74                   | -                    | -                    | The Compleat Angler                        |